# David de Gea
David de Gea Quintana (Madrid, 7 november 1990) is een Spaans voetballer die speelt als doelman. Hij tekende in augustus 2024 bij Fiorentina. De Gea debuteerde in 2014 in het Spaans voetbalelftal.

## Clubcarrière

### Atlético Madrid
De Gea stroomde in 2008 door vanuit de jeugdopleiding van Atlético Madrid. In het seizoen 2009/10 maakte hij daarvoor zijn debuut in de hoofdmacht. Op 30 september 2009 kwam de toen achttienjarige Madrileen in actie tegen FC Porto (0–2 verlies). Zijn eerste overwinning als Colchonero boekte hij drie dagen later, tijdens zijn competitiedebuut tegen Real Zaragoza. In deze wedstrijd stopte hij een zelf veroorzaakte penalty. De Gea speelde twee seizoenen in het eerste van Atlético, waarmee hij in die tijd de UEFA Europa League en de UEFA Super Cup won.

### Manchester United
De Gea verkaste in de zomer van 2011 voor € 21.000.000,- naar Manchester United. Daar volgde hij de gestopte Edwin van der Sar op. De Gea werd ook hier eerste doelman en speelde in zijn eerste vier jaar bij de club meer dan 130 competitiewedstrijden. Hij werd in het seizoen 2012/13 landskampioen met United en won daarmee in zowel 2011 als 2013 het FA Community Shield. De Gea stond in augustus 2015 op het punt te verhuizen naar Real Madrid, dat hier circa € 40.000.000,- en doelman Keylor Navas voor over had. De Gea was al naar de Spaanse hoofdstad gevlogen en er waren voorbereidingen getroffen om hem te presenteren aan het publiek. De transfer ketste op het laatste moment af doordat de benodigde documenten om de overgang definitief te maken niet op tijd binnen waren bij de FIFA. Hierdoor ging Navas' transfer naar Manchester United ook niet door. Tien dagen later verlengde De Gea zijn contract bij Manchester United tot medio 2019. Op 21 mei 2016 won De Gea met Manchester United de FA Cup. In de finale werd na verlenging Crystal Palace met 1-2 verslagen, ondanks een rode kaart voor De Gea's ploeggenoot Chris Smalling.
De Gea incasseerde op 17 september 2017 voor de honderdste keer geen enkel tegendoelpunt tijdens een wedstrijd in dienst van Manchester United. Zijn ploeg won die dag met 4–0 van Everton. Hij hield dat seizoen in totaal achttien keer 'de nul'. Daarmee won hij voor het eerst in zijn carrière de prijs voor minst gepasseerde doelman van het seizoen in de Premier League (de 'Premier League Golden Glove'). De Gea hield op 24 februari 2019 ook voor de honderdste keer zijn doel schoon tijdens een wedstrijd in de Premier League, thuis tegen Liverpool. Op 1 februari 2020 speelde De Gea zijn 300ste wedstrijd in de Premier League voor Manchester United, op Old Trafford tegen Wolverhampton Wanderers (0–0). Hij speelde op 26 juli 2020 zijn 113e competitiewedstrijd voor United zonder tegengoal, waarmee hij het clubrecord van Peter Schmeichel verbrak.
Op 26 mei 2021 speelde De Gea met Manchester United in de finale van de UEFA Europa League tegen Villareal CF. Na 120 minuten was er nog geen definitieve uitslag en kwam het aan op de penalty's. Na 21 achter elkaar gescoorde penalty's van beide teams moest De Gea de gelijkmaker maken, maar hij miste. Op 16 oktober speelde De Gea zijn 500ste wedstrijd voor Manchester United in alle competities. Op 12 februari 2023 speelde hij zijn 400'ste wedstrijd in de Premier League. Geen enkele andere niet-Britse voetballer kreeg dit voor elkaar. De Gea kreeg op 26 februari 2023 voor de 181e keer in dienst van United geen enkel doelpunt tegen (competitie, beker en Europees voetbal samen). Daarmee verbrak hij ook dat record van Schmeichel. Hij werd in seizoen 2022/23 voor de tweede keer de minst gepasseerde doelman van de Premier League.

## Clubstatistieken

#### Beloften
| Seizoen | Club              | Competitie         | Competitie | Competitie |
| Seizoen | Club              | Competitie         | Wed.       | Dlp.       |
| ------- | ----------------- | ------------------ | ---------- | ---------- |
| 2008/09 | Atlético Madrid B | Segunda División B | 35         | 0          |
| Totaal  | Totaal            | Totaal             | 35         | 0          |

#### Senioren
| Seizoen         | Club              | Competitie       | Competitie | Competitie | Beker | Beker | Internationaal | Internationaal | Totaal | Totaal |
| Seizoen         | Club              | Competitie       | Wed.       | Dlp.       | Wed.  | Dlp.  | Wed.           | Dlp.           | Wed.   | Dlp.   |
| --------------- | ----------------- | ---------------- | ---------- | ---------- | ----- | ----- | -------------- | -------------- | ------ | ------ |
| 2009/10         | Atlético Madrid   | Primera División | 19         | 0          | 7     | 0     | 9              | 0              | 35     | 0      |
| 2010/11         | Atlético Madrid   | Primera División | 38         | 0          | 5     | 0     | 5              | 0              | 48     | 0      |
| Club totaal     | Club totaal       | Club totaal      | 57         | 0          | 12    | 0     | 14             | 0              | 83     | 0      |
| 2011/12         | Manchester United | Premier League   | 29         | 0          | 2     | 0     | 8              | 0              | 39     | 0      |
| 2012/13         | Manchester United | Premier League   | 28         | 0          | 6     | 0     | 7              | 0              | 41     | 0      |
| 2013/14         | Manchester United | Premier League   | 37         | 0          | 5     | 0     | 10             | 0              | 52     | 0      |
| 2014/15         | Manchester United | Premier League   | 37         | 0          | 6     | 0     | —              | —              | 43     | 0      |
| 2015/16         | Manchester United | Premier League   | 34         | 0          | 7     | 0     | 8              | 0              | 49     | 0      |
| 2016/17         | Manchester United | Premier League   | 35         | 0          | 7     | 0     | 3              | 0              | 45     | 0      |
| 2017/18         | Manchester United | Premier League   | 37         | 0          | 2     | 0     | 6              | 0              | 45     | 0      |
| 2018/19         | Manchester United | Premier League   | 38         | 0          | 0     | 0     | 9              | 0              | 47     | 0      |
| 2019/20         | Manchester United | Premier League   | 38         | 0          | 3     | 0     | 2              | 0              | 43     | 0      |
| 2020/21         | Manchester United | Premier League   | 26         | 0          | 0     | 0     | 6              | 0              | 32     | 0      |
| 2021/22         | Manchester United | Premier League   | 38         | 0          | 1     | 0     | 7              | 0              | 46     | 0      |
| 2022/23         | Manchester United | Premier League   | 38         | 0          | 3     | 0     | 7              | 0              | 34     | 0      |
| Club totaal     | Club totaal       | Club totaal      | 415        | 0          | 42    | 0     | 73             | 0              | 530    | 0      |
| 2024/25         | Fiorentina        | Serie A          | 0          | 0          | 0     | 0     | 0              | 0              | 0      | 0      |
| Carrière totaal | Carrière totaal   | Carrière totaal  | 472        | 0          | 54    | 0     | 87             | 0              | 613    | 0      |

## Interlandcarrière

### Jeugdinternational

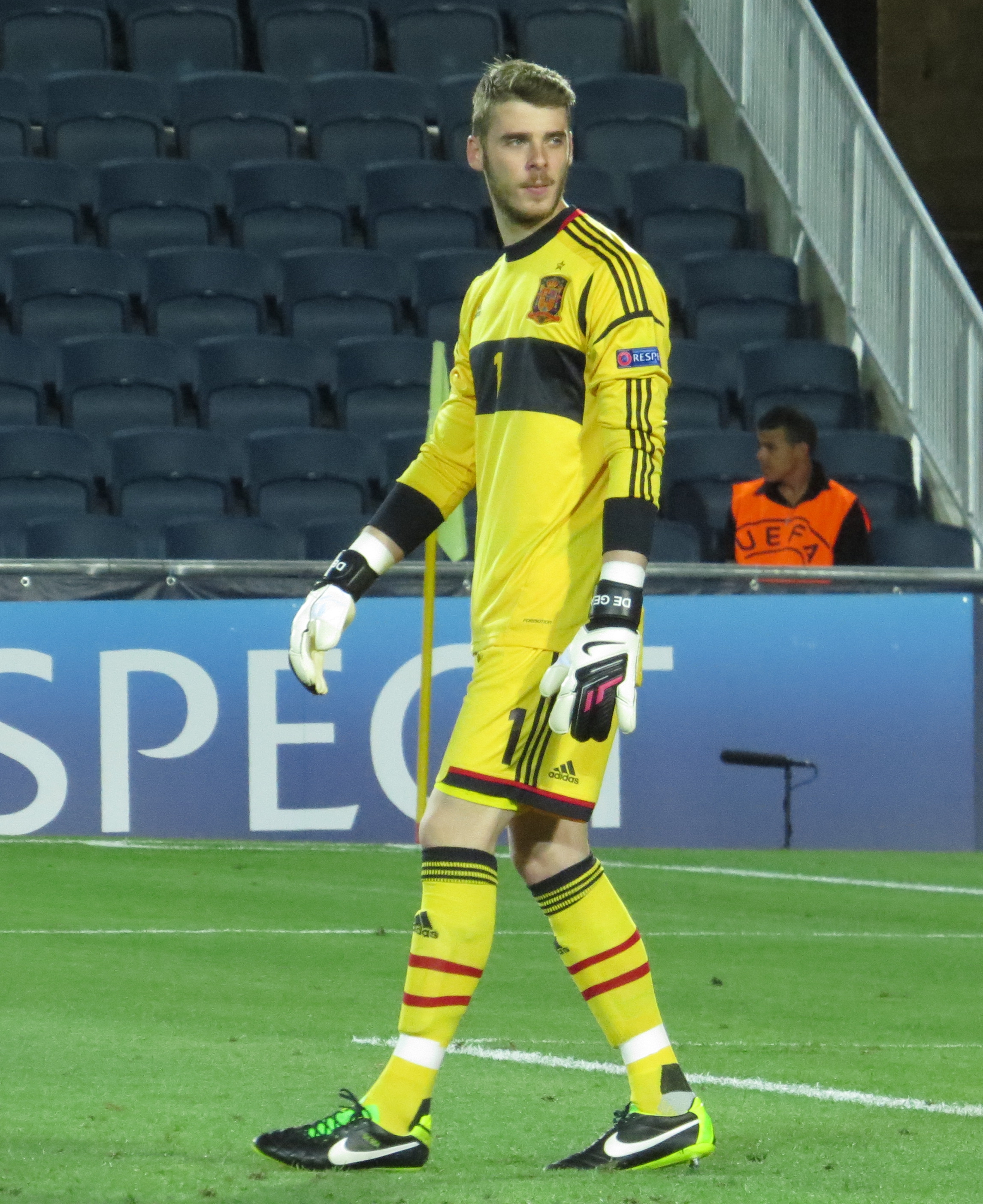
De Gea spelende voor Spanje –21 tijdens het EK in 2013

Internationaal heeft De Gea vooral in jeugdteams aan de weg getimmerd. In totaal 75 wedstrijden kwam hij in actie voor verschillende Spaanse jeugdteams. Zo speelde hij vijftien wedstrijden voor Spanje onder 17 waarmee hij onder meer Europees kampioen werd in 2007. Vier jaar later in 2011 won hij met Spaans voetbalelftal onder 21 het Europees kampioenschap. Het jaar daarna maakte De Gea deel uit van het Spaans olympisch voetbalelftal onder leiding van bondscoach Luis Milla dat deel nam aan de Olympische Spelen van 2012 in Londen. Tijdens dit toernooi kon Spanje alleen niet overtuigen en verloor het alle drie hun poule wedstrijden, waardoor het toernooi snel was afgelopen voor Spanje en De Gea.

### Spaans elftal
Onder leiding van bondscoach Vicente del Bosque maakte hij zijn debuut voor de Spaanse A-ploeg op 7 juni 2014 in de vriendschappelijke wedstrijd tegen El Salvador (0–2). Hij viel in dat duel na 83 minuten in voor aanvoerder Iker Casillas. In zijn tweede wedstrijd die hij speelde voor Spanje lag de eerste basisplaats klaar voor De Gea. Ondanks dat hij de volle 90 minuten speelde eindigde de wedstrijd in een 1–0 nederlaag tegen Frankrijk. Op 17 mei 2016 werd De Gea opgenomen in de Spaanse selectie voor het Europees kampioenschap voetbal 2016 in Frankrijk. De Gea speelde alle drie de groepswedstrijden op het EK voor Spanje. Ook in de achtste finale stond hij onder de lat maar wist hij niet te voorkomen dat Spanje door Italië werd uitgeschakeld met 2–0.
De Gea maakte eveneens deel uit van de Spaanse selectie, die onder leiding van interim-bondscoach Fernando Hierro in 2018 deelnam aan de WK-eindronde in Rusland. Daar wist de ploeg niet te overtuigen; in groep B werd gelijkgespeeld tegen Portugal (3-3) en Marokko (2-2). Spanje won in de poulefase alleen van Iran (1-0). In de achtste finales trokken de Zuid-Europeanen vervolgens in de strafschoppenreeks aan het kortste eind in het duel met gastland Rusland (3-4), nadat beide teams in de reguliere speeltijd plus verlenging op 1-1 waren blijven steken. De Gea kwam in alle duels in actie.
Nadat Robert Moreno in 2019 bondscoach van Spanje werd, was De Gea niet langer zeker van zijn plaats als eerste doelman. In plaats daarvan kreeg Kepa Arrizabalaga meestal de voorkeur. De terugkeer van Luis Enrique als bondscoach pakte een paar wedstrijden gunstig uit voor De Gea, maar die verkoos vanaf oktober 2020 consequent Unai Simón als eerste doelman.
| Interlands van David de Gea voor Spanje | Interlands van David de Gea voor Spanje | Interlands van David de Gea voor Spanje | Interlands van David de Gea voor Spanje | Interlands van David de Gea voor Spanje | Interlands van David de Gea voor Spanje |
| No.                                     | Datum                                   | Wedstrijd                               | Uitslag                                 | Competitie                              | Goals                                   |
| Als speler bij Manchester United FC     | Als speler bij Manchester United FC     | Als speler bij Manchester United FC     | Als speler bij Manchester United FC     | Als speler bij Manchester United FC     | Als speler bij Manchester United FC     |
| --------------------------------------- | --------------------------------------- | --------------------------------------- | --------------------------------------- | --------------------------------------- | --------------------------------------- |
| 1.                                      | 7 juni 2014                             | El Salvador – Spanje                    | 0 – 2                                   | Vriendschappelijk                       |                                         |
| 2.                                      | 4 september 2014                        | Frankrijk – Spanje                      | 1 – 0                                   | Vriendschappelijk                       |                                         |
| 3.                                      | 12 oktober 2014                         | Luxemburg – Spanje                      | 0 – 4                                   | Kwalificatie EK 2016                    |                                         |
| 4.                                      | 31 maart 2015                           | Nederland – Spanje                      | 2 – 0                                   | Vriendschappelijk                       |                                         |
| 5.                                      | 11 juni 2015                            | Spanje – Costa Rica                     | 2 – 1                                   | Vriendschappelijk                       |                                         |
| 6.                                      | 8 september 2015                        | Macedonië – Spanje                      | 0 – 1                                   | Kwalificatie EK 2016                    |                                         |
| 7.                                      | 12 oktober 2015                         | Oekraïne – Spanje                       | 0 – 1                                   | Kwalificatie EK 2016                    |                                         |
| 8.                                      | 24 maart 2016                           | Spanje – Italië                         | 1 – 1                                   | Vriendschappelijk                       |                                         |
| 9.                                      | 7 juni 2016                             | Spanje – Georgië                        | 0 – 1                                   | Vriendschappelijk                       |                                         |
| 10.                                     | 13 juni 2016                            | Spanje – Tsjechië                       | 1 – 0                                   | EK 2016 groepsfase                      |                                         |
| 11.                                     | 17 juni 2016                            | Spanje – Turkije                        | 3 – 0                                   | EK 2016 groepsfase                      |                                         |
| 12.                                     | 21 juni 2016                            | Kroatië – Spanje                        | 2 – 1                                   | EK 2016 groepsfase                      |                                         |
| 13.                                     | 27 juni 2016                            | Italië – Spanje                         | 2 – 0                                   | EK 2016 1/8 finale                      |                                         |
| 14.                                     | 1 september 2016                        | België – Spanje                         | 0 – 2                                   | Vriendschappelijk                       |                                         |
| 15.                                     | 5 september 2016                        | Spanje – Liechtenstein                  | 8 – 0                                   | Kwalificatie WK 2018                    |                                         |
| 16.                                     | 6 oktober 2016                          | Italië – Spanje                         | 1 – 1                                   | Kwalificatie WK 2018                    |                                         |
| 17.                                     | 9 oktober 2016                          | Albanië – Spanje                        | 0 – 2                                   | Kwalificatie WK 2018                    |                                         |
| 18.                                     | 12 november 2016                        | Spanje – Macedonië                      | 4 – 0                                   | Kwalificatie WK 2018                    |                                         |

Bijgewerkt t/m 12 november 2016.

## Erelijst
| Competitie                      |                 |                  |                 |                 |
| Competitie                      | Aantal          | Jaren            |                 |                 |
| Atlético Madrid                 | Atlético Madrid | Atlético Madrid  | Atlético Madrid | Atlético Madrid |
| ------------------------------- | --------------- | ---------------- | --------------- | --------------- |
| UEFA Europa League              | 1×              | 2009/10          |                 |                 |
| UEFA Super Cup                  | 1×              | 2010             |                 |                 |
| Manchester United               |                 |                  |                 |                 |
| UEFA Europa League              | 1×              | 2016/17          |                 |                 |
| Premier League                  | 1×              | 2012/13          |                 |                 |
| FA Cup                          | 1×              | 2015/16          |                 |                 |
| EFL Cup                         | 2x              | 2016/17, 2022/23 |                 |                 |
| FA Community Shield             | 3×              | 2011, 2013, 2016 |                 |                 |
| Spanje −17                      |                 |                  |                 |                 |
| UEFA Europees kampioenschap –17 | 1×              | 2007             |                 |                 |
| Spanje –21                      |                 |                  |                 |                 |
| UEFA Europees kampioenschap –21 | 2×              | 2011, 2013       |                 |                 |

## Privé
De Gea heeft een relatie met de Spaanse zangeres Edurne. Zij nam in 2015 namens Spanje deel aan het Eurovisiesongfestival. Ze kregen in maart 2021 samen een dochter.